# Obac de Ferriol
L'Obac de Ferriol és una obaga del terme municipal de Castell de Mur, dins de l'antic terme de Mur, al Pallars Jussà. Es troba en territori de l'antic poble del Meüll.
Està situat al vessant septentrional de la Serra del Meüll, al nord del Forat Negre. És al sud-oest del Serrat de la Vinyeta.